# Infrastruktur
Als Infrastruktur (von lateinisch inf(e)ra ‚unterhalb‘ und lateinisch structura ‚Zusammenfügung‘) bezeichnet man alle Anlagen, Institutionen, Strukturen, Systeme und nicht-materiellen Gegebenheiten, die der Daseinsvorsorge und der Wirtschaftsstruktur eines Staates oder seiner Regionen dienen.

## Etymologie
Der Begriff tauchte erstmals in der ersten Hälfte des 18. Jahrhunderts auf und bezog sich im Französischen zunächst auf einen Unterbau (französisch infrastructure), auf alle Erdarbeiten zur Urbarmachung der Böden und das Nivellement im Eisenbahnbau. Im Englischen beschrieb infrastructure vor allem die immobilen Bauten und Einrichtungen, die der Mobilisierung und Bereithaltung der Heere dienten. Auch die NATO common infrastructure bezeichnete 1961 nach einer offiziellen Definition die „Immobilien und Anlagen der Streitkräfte, die der Durchführung der militärischen Operationspläne der NATO dienten“. Gemeint waren  diverse Einrichtungen der militärischen Kommunikation, Logistik und Abschreckung: die Flugstützpunkte, Häfen, Pipelines, Raketenrampen etc.
Bereits mit der Formulierung des NATO Infrastructure Programme im Dezember 1951 (seit 1993 als NATO Security Investment Programme bezeichnet) wurde Infrastruktur ebenso als Synonym für die Fixkosten im Verteidigungshaushalt verwendet – eine Abstraktion und Bedeutungserweiterung, die die Volkswirtschaftslehre und Wirtschaftswissenschaft dankbar aufgriffen. Neben der personalen Infrastruktur, dem Humankapital, umfasst Infrastruktur alle langlebigen Einrichtungen materieller oder institutioneller Art, die das Funktionieren einer arbeitsteiligen Volkswirtschaft begünstigen. Es wird zwischen materiellen und institutionellen Infrastrukturen unterschieden: Erstere werden von privater Hand geschaffen, letztere vom Staat geplant, erhalten oder gestaltet (Wirtschaftsordnung, Staatsunternehmen und staatliche Investitionen in Infrastruktur).

## Allgemeines
„Infrastruktur ist die Gesamtheit der materiellen und personellen Einrichtungen und Gegebenheiten, die der arbeitsteiligen Wirtschaft zur Verfügung stehen und dazu beitragen, dass gleiche Faktorentgelte für gleiche Faktorleistungen (vollständige Integration) bei zweckmäßiger Ressourcenallokation … gezählt werden“. Die Infrastrukturplanung, Erstellung und Instandhaltung verschiedenster Infrastrukturen wird zum Teil als Aufgabe des Staates oder ihm assoziierter Organe (öffentliche Einrichtungen, öffentliche Unternehmen) im Rahmen der Daseinsvorsorge angesehen. Die Erstellung einer öffentlichen Infrastruktur wird meist durch Steuergelder finanziert. Die materielle Infrastruktur, auch als Sozialkapital bezeichnet, umfasst die Gesamtheit aller Anlagen, Ausrüstungen und Betriebsmittel in einer Gesamtwirtschaft, die zur Energieversorgung, Verkehrsleistung, Telekommunikation und zur Aufrechterhaltung der natürlichen Ressourcen und Verkehrswege dienen. Im Zuge der Privatisierung von öffentlichen/staatlichen Betrieben und staatlichen Aufgaben werden insbesondere Erstellung und Instandhaltung der Infrastruktur vermehrt privaten bzw. privatrechtlich organisierten Firmen übertragen. Die Planungs- und Regulierungshoheit bleibt aber weiterhin beim Staat.
Der Begriff Infrastruktur wird inzwischen auch analog zur Kennzeichnung technischer Grundeinrichtungen im privatwirtschaftlichen Bereich, beispielsweise in Unternehmen, verwendet. So können unter anderem verwaltete Straßen, Gebäude und technische Grunddienste, wie Strom oder Kommunikation in Industrieparks oder Büroanlagen auch als Infrastruktur verstanden werden, spezielle Organisationsformen der privatwirtschaftlichen Verwaltung solcher Anlagen bezeichnet man z. B. mit „(On-)Site-“ oder „Facilitymanagement“. In den Unternehmen selbst hat sich in den letzten Jahren auch der Begriff IT-Infrastruktur durchgesetzt.
Im Zusammenhang mit der Systemrelevanz vor allem in Zeiten von Katastrophen und Krisen gerät die Betrachtung von kritischen Infrastrukturen zunehmend in den Vordergrund.

## Arten der öffentlichen Infrastruktur

### Technische Infrastruktur
- Energieversorgung: Elektroenergie, Gasversorgung, Fernwärme, erneuerbare Energien (Wind, Wasser, Photovoltaik), Tankstellennetz
- Kommunikation: Rundfunk, Internet, Festnetz-Telefonie, Mobilfunk, Postwesen
- Stoffliche Ver- und Entsorgung: Müllentsorgung, Abwasser, Wertstoffverwertung, Trinkwasser

- Verkehrsinfrastruktur:
  - öffentlicher Verkehr mit Seeschifffahrt, Binnengewässern (Binnenschifffahrt), Eisenbahnen (Nah- und Fernbahn), Öffentlicher Personenverkehr (ÖPNV und Personenfernverkehr, Fernbus), Luftverkehr (Flughäfen), Straßenverkehr (Straßen), Schiffsverkehr (Wasserstraßen), Navigationsfunksender für Luft- und Seefahrzeuge
  - Individualverkehr: Verkehrswege, Radwege, Radwanderwege usw.
- Finanz-, Banken-, Steuer- und Währungssystem

### Soziale Infrastruktur
- Bildungssystem, Bildungseinrichtungen mit Bibliotheken, Schulen, Universitäten, Fachhochschulen, Forschungseinrichtungen usw.
- Fürsorge-Dienstleistungen mit Waisenhäusern, Altenheimen, Frauenhäusern, Pflegediensten, Kindertagesbetreuung usw.
- Gesundheitssystem mit Krankenhäusern, Rettungsdiensten
- Kulturelle Einrichtungen mit Ausstellungsräumen, Bibliotheken, Museen usw.
- Öffentliche Sicherheit: Bevölkerungsschutz, Polizei, Verteidigung usw.
- Soziale Sicherung mit Arbeitslosen-, Renten- und Pflegeversicherung
- Sport und Freizeit: Sportanlagen und -plätze, Parks, Spielplätze

### Grün-blaue Infrastruktur
- natürliche und naturnahe Flächen, Schutzgebiete, Grünbrücken
- Parks, Grünflächen, Straßenbegleitgrün, Bauwerksbegrünung
- natürliche und künstliche Gewässer (blaue Infrastruktur)

## Infrastrukturrecht
Infrastrukturrecht ist das Recht, das sich mit der staatlichen und kommunalen Infrastruktur und der Gewährleistung flächendeckender Angebote der Daseinsvorsorge beschäftigt (Wasser, Abwasser, Energie, Verkehr, Telekommunikation, Post). Dabei handelt es sich um ein Querschnittsrecht. Das heißt, es gibt keinen Gesetzestext, in dem Infrastrukturrecht zentral geregelt wäre. Bestimmungen des Infrastrukturrechts finden sich daher in:
- Beschlüssen der Vergabenachprüfungsinstanzen,
- EG-Vertrag (EGV),
- Entscheidungen der Kartellbehörden und der EU-Kommission,
- EU-Verordnungen, EU-Richtlinien und EU-Entscheidungen,
- EU-Wettbewerbsrecht, EU-Kartellrecht,
- EG-Beihilfenrecht,
- Freistellungsverordnungen,
- Kartellrecht (Gesetz gegen Wettbewerbsbeschränkungen – GWB),
- Rechtsprechung des EuGH (europäischer Gerichtshof),
- Rechtsprechung der Vergabesenate und Kartellsenate des Bundesgerichtshofs (BGH) und der Oberlandesgerichte,
- Sektorspezifischen Fachgesetzen: Energiewirtschaftsgesetz, Allgemeines Eisenbahngesetz, Telekommunikationsgesetz, Postgesetz,
- Vergaberecht (GWB, Vergabeverordnungen – VgV,
- Verfassungen, etwa das deutsche Grundgesetz (GG),
- Wettbewerbsrecht (GWB, Gesetz gegen unlauteren Wettbewerb – UWG)).

Im Infrastrukturrecht sind insbesondere folgende Aspekte von Bedeutung:
- Ausschreibungspflicht,
- Berechtigung zum Erheben von Maut und Gebühr (Beleihung),
- Durchleitungsentgelte,
- Erhebung von Erschließungsbeträgen/Erschließungsgebühren,
- Gebührenhöhe, Mauthöhe,
- Gemeinsame Nutzung (ggf. Finanzierung) von Infrastruktureinrichtungen,
- Offener und diskriminierungsfreier Netzzugang,
- Missbrauch marktbeherrschender Stellung,
- Privatfinanzierung staatlicher und kommunaler Infrastruktur,
- Vermeidung von Doppelbelastungen für Nutzer/Bürger.

Die herausragende Bedeutung des Infrastrukturrechts beruht auf der großen Bedeutung staatlicher und kommunaler Infrastruktur.

## Nichtstaatliche Infrastrukturinvestitionen
Infrastrukturinvestitionen sind Kapitalanlagen in Unternehmen, die die Netzwerke und Einrichtungen zur Grundversorgung von Haushalten und Unternehmen besitzen oder betreiben. Diese werden teilweise auch über spezialisierte Infrastrukturfonds getätigt. Investitionen in die Infrastruktur sind häufig Kooperationen zwischen öffentlichem und privatem Sektor im Rahmen einer Öffentlich-privaten Partnerschaft (ÖPP). Nichtstaatliche Investoren erwerben das Eigentum an einer Infrastruktureinrichtung, wie z. B. einer Mautstraße oder einem Pipeline-Netz. Dies geschieht im Rahmen von Privatisierungen, Verkäufen von privat gehaltenen Unternehmen oder durch die Errichtung und den daran anschließenden Betrieb. Bei einer ÖPP befinden sich üblicherweise die in der Infrastruktur gebundenen Vermögenswerte nicht mehr im Staatseigentum, sondern im Eigentum nichtstaatlicher Investoren. Je nach individuellem Konstrukt erbringt der Staat weiterhin die infrastrukturelle Dienstleistung oder tritt diese – zeitweise oder für immer – an nichtstaatliche Investoren ab.
Die ökonomische Infrastruktur charakterisiert sich dadurch, dass der Empfänger bereit ist, für die neu geschaffenen Dienstleistungen zu bezahlen. Die Leistung wird der Allgemeinheit typischerweise gegen Entgelt zur Verfügung gestellt.
Die soziale Infrastruktur besteht aus Leistungen und Einrichtungen mit starken positiven externen Effekten, die als freie oder subventionierte Güter der Allgemeinheit zur Verfügung gestellt werden.

## Charakteristische Merkmale von Infrastrukturinvestitionen
Als Investor ist es schwer, direkten Zugriff zu Investitionsobjekten zu bekommen, da die Eintrittsbarrieren hoch sind. Es entsteht ein hoher Kapitalbedarf, bevor die Investitionen Cash Flows abwerfen. Infrastrukturinvestoren operieren zudem in einem hoch regulierten Umfeld, dies erfordert fachspezifische Expertise der Manager. Der hohe Platzbedarf ist eine weitere Eintrittsbarriere, da dieser besonders in urbanen Räumen oft knapp ist. Im Infrastrukturbereich stehen nicht marktmäßige Entscheidungsmechanismen auf der Tagesordnung, da häufig ein monopolistisches oder oligopolistisches Marktumfeld vorliegt. Der Verbraucher hat häufig keinen Einfluss auf die Preisbildung, da keine Ersatzgüter zur Verfügung stehen. Infrastrukturanlagen stellen eine unverzichtbare Basisleistung für eine Gesellschaft dar. Besonders interessant scheinen Infrastrukturinvestitionen aufgrund der Performance-Merkmale zu sein. Bei relativ geringem Portfoliorisiko (gemessen an der Volatilität) kann mit einer Investition ein langfristiger, regelmäßiger und gut kalkulierbarer Cash Flow erwirtschaftet werden. Die Erträge stellen sich als gut kalkulierbar dar, da häufig sehr lange Konzessionen mit sehr solventen Schuldnern (Mietern), häufig dem Staat, geschlossen werden. Diese Konzessionen sind häufig von 25 bis 99 Jahren vereinbart. Es wird zudem eine geringe und unelastische Nachfrage nach den Leistungen unterstellt, da die Verbraucher auf die Einrichtungen angewiesen sind. Daher spielen auch Konjunkturzyklen nur eine untergeordnete Rolle bei einer Investitionsentscheidung. Infrastrukturinvestitionen korrelieren nur in geringem Maße zu anderen Anlageklassen und weisen eine geringere Volatilität auf. Problematisch ist bei einer Investition in die Infrastruktur, dass diese nur einer interessanten Renditeerwartung gerecht wird, wenn ein hoher Fremdkapitalanteil in die Finanzierung eingebracht wird.

## Forschungsinfrastruktur
Als Forschungsinfrastrukturen werden diejenigen Einrichtungen, Ressourcen und Dienstleistungen verstanden, die speziell für wissenschaftliche Zwecke errichtet, mittel- oder langfristig bereitgestellt werden und für deren sachgerechte Errichtung, Betrieb und Nutzung spezifische Kompetenzen erforderlich sind.